# Campioni di Los Angeles
I Campioni (The Champions), il cui nome per esteso è Campioni di Los Angeles (The Champions of Los Angeles), sono un gruppo di personaggi immaginari che compare nei fumetti pubblicati negli Stati Uniti d'America dalla Marvel Comics, creato da Tony Isabella (testi) e Don Heck (disegni), pubblicato da Marvel Comics nel 1975. La prima apparizione del gruppo è in Champions (Vol. 1) n. 1, serie di 17 numeri durata dal 1975 al 1978. di cui gli eroi furono i protagonisti.

## Storia del gruppo

### Origini e scioglimento
Quello dei Campioni è il primo gruppo di supereroi fondato nella costa ovest degli Stati Uniti. Il nucleo originale della squadra, composto da Ercole, l'Uomo Ghiaccio, Angelo, Ghost Rider e la Vedova Nera, si riunisce per caso quando gli eroi si ritrovano coinvolti nei piani del dio Plutone che progetta di detronizzare Zeus. Dopo la sconfitta della malvagia divinità, il gruppo decide di restare insieme, dandosi il nome di Campioni, ed elegge la Vedova Nera come leader.
Sostenuti e finanziati dal patrimonio di Angelo, il gruppo, durante la sua breve vita, affronta numerosi criminali, perlopiù minori, come Griffin, Dinamo Cremisi (Yuri Petrovich), Titanium e Stella Nera (Darkstar). Quest'ultima, poi, pentitasi delle proprie azioni, decide di entrare tra i ranghi dei Campioni fino al loro scioglimento. In seguito, la squadra collabora anche con Golia Nero, il quale fornisce le sue vaste conoscenze scientifiche a beneficio del gruppo. Il team arriva a scontrarsi anche con Hulk, impegnato, a loro insaputa, a soccorrere sua cugina, l'avvocatessa Jessica Walters, che di lì a poco sarebbe diventata She-Hulk.
La vita della super squadra di Los Angeles è però molto breve. Non riuscendo a costruire un grande affiatamento, gli eroi concordano col separarsi e proseguire ognuno per la sua strada.
Tempo dopo, il gruppo si riunisce per un'ultima volta e collabora con la X-Force per contrastare, come anni prima, i piani di Plutone.

### World War Hulk
Anni dopo, quando Hulk, esiliato dagli Illuminati, torna da Sakaar (vedi Planet Hulk), Ercole ed Angelo, memori dello sfortunato incontro avvenuto anni prima con il gigante verde, si schierano apertamente con lui; in modo particolare il semidio greco, che prova una certa solidarietà verso Hulk in quanto anche lui, molti secoli prima, rimase vedovo a causa di un complotto. Nello stesso periodo, sia Ghost Rider che l'Uomo Ghiaccio affrontano il Golia Verde durante la sua furiosa ricerca di vendetta sulla Terra.

### I Nuovissimi Campioni
All'indomani di Civil War II, il giovane Miles Morales/Uomo Ragno è tormentato dalla morte di Tony Stark, intervenuto a proteggerlo da Capitan Marvel/Carol Danvers e dalla visione di Ulisse secondo cui Miles in futuro ucciderebbe Capitan America (Steve Rogers); trovato da Ms. Marvel (Kamala Khan) e Nova (Sam Alexander), accetta la loro proposta di "rimettere a posto il mondo" e parte con loro per la costa Ovest, dove i 3 mettono in piedi una squadra a cui si uniscono Hulk (Amadeus Cho), Viv Vision, figlia androide adolescente dell'androide e Vendicatore Visione e la versione adolescente di Ciclope (portata dal passato da Hank McCoy mesi prima con altri giovanissimi X-Men).

### Marvel Legacy
In questo nuovo rilancio Marvel l'Uomo Ghiaccio riunisce i Campioni originali.

## Membri
Di seguito sono elencati i personaggi che hanno fatto parte del gruppo nel corso degli anni.
Campioni di Los Angeles
- Vedova Nera (Natasha Romanoff, leader)
- Angelo (Warren Worthington III)
- Ercole
- Ghost Rider (Johnny Blaze)
- Golia Nero (William Foster, membro onorario)
- Stella Nera (Laynia Petrovna)
- Uomo Ghiaccio (Bobby Drake)

Nuovissimi Campioni
- Hulk (Amadeus Cho)
- Miss Marvel (Kamala Khan)
- Spiderman (Miles Morales)
- Nova (Sam Alexander)
- Viv Visione
- Ciclope (Scott Summers)